# Корлије
Корлије (фр. Corlier) је насељено место у Француској у региону Рона-Алпи, у департману Ен (Рона-Алпи).
По подацима из 2011. године у општини је живело 121 становника, а густина насељености је износила 22,2 становника/km².

## Демографија
| 1962. | 1968. | 1975. | 1982. | 1990. | 2011. |
| ----- | ----- | ----- | ----- | ----- | ----- |
| 89    | 65    | 69    | 66    | 76    | 121   |